# Quartet de corda núm. 1 (Mozart)
El Quartet de corda núm. 1 en sol major, K. 80/73f, també conegut com a «Quartet Lodi», és una composició de Wolfgang Amadeus Mozart introduïda en el seu quadern temàtic d'obres el dia 15 de març de 1770. Juntament amb el Quartet de corda núm. 20, són els únics quartets de corda de Mozart que no pertanyen a una sèrie determinada d'obres.
Rep el seu sobrenom de la localitat italiana de Lodi, lloc en què Mozart va acabar el quartet. Mozart, que en aquell temps tenia catorze anys, viatjava amb el seu pare, Leopold, de Milà cap a Nàpols i van fer una primera parada en aquest municipi, com a part del primer viatge de Mozart a Itàlia.

## Estructura
A diferència dels Quartets milanesos, aquest quartet té quatre moviments:
1. Adagio, en compàs 3/4.
2. Allegro, en compàs 4/4.
3. Menuetto i trio, en do major i compàs 3/4.
4. Rondeau: [Allegro] en compàs 4/4.